# Даниъл Ци
Даниъл Чи Ци (на английски: Daniel Chee Tsui) е американски физик от китайски произход, работил в областта на електрическите свойства на тънки филми и микроструктурата на полупроводниците. През 1998 г. получава Нобелова награда за физика, заедно с Хорст Щьормер и Робърт Лафлин, за откритието, че електроните в силно магнитно поле и при много ниски температури, могат да образуват квантов флуид, частиците в който имат дробен електрически заряд. Това явление е известно като дробен квантов ефект на Хол.

## Биография
Роден е на 28 февруари 1939 г. в провинция Хенан, Китай. Първоначално учи в Хонгконг, а през 1958 г. заминава за Съединените американски щати, където завършва колеж в Рок Айлънд. През 1967 защитава докторат по физика в Чикагския университет, след което постъпва на работа в Bell Labs. Там двамата с Щьормер правят своето откритие през 1982 г. От същата година Ци преподава в Принстънския университет.